# Feliniopsis theryi
Feliniopsis theryi là một loài bướm đêm trong họ Noctuidae.